# 九龍巴士278X線
九龍巴士278X線是香港一條日間巴士路線，來往上水及荃灣（如心廣場），途經粉嶺南、城門隧道、梨木樹邨、大窩口站及荃灣市中心。
278P線是278X線之特別班次，只於平日上午繁忙時間提供服務由上水（太平）單向開往荃灣（如心廣場）。

## 簡介
278X線前身為九巴的一條晨早路線278P，於1996年3月15日起配合九巴城門隧道路線空調化計劃而開辦。除了日治時期的超級長途線 5 號（尖沙咀經荃灣、青山、元朗及新田往返上水，由日軍管理下的「香港自動車運送協會」營辦）之外，上水和荃灣之間在之後半個世紀中，除往返九龍西上班而途經的居民巴士NR106線外，幾乎沒有任何直接載客服務或乘客流量紀錄。
本線最初只於平日早上繁忙時間由上水開往荃灣碼頭，但在高乘客需求下不斷增加班次，並再增加至平日上下午繁忙時間提供來回程服務及先後加停城門隧道轉車站。在市民及區議員爭取下，九巴於1998年11月1日把278P提升為全日服務，路線編號改為278X，成為北區唯一直接往返城門隧道和荃灣的全日專營巴士路線，最終令到城門隧道巴士空調化計劃全面上馬，在2000年9月開始實行。
在2000年3月19日，九巴為配合位於如心廣場下的新巴士總站落成，故將本線的總站遷至該處。
不過，本線一直沒有服務聯和墟居民。其實，本線延長至聯和墟對上水居民來說是相當繞路和擾民，因此於2001年6月30日起推出278K線與本線的轉乘優惠，方便聯和墟居民接駁。但轉乘計劃推出後，實際上聯和墟居民平日早上於粉嶺站中途站難以登上本線往葵涌及荃灣，因此在2002年4月29日，本線前身—278P線再度「復活」，但行車路線略有不同。由聯和墟開出後經和睦路、粉嶺樓路、沙頭角公路、新運路及掃管埔路後，再依本線原本路線前往荃灣（如心廣場），於早上開出3班輔助本線。
- 2015年12月31日：增設到站時間預報。

為加強上水覆蓋範圍往返荃葵以及聯繫聯和墟的北區的發展，在九巴和運輸署建議278P線分拆成兩線，新線路線編號訂名278A，只於平日上午由聯和墟開出兩班單向開往荃灣（如心廣場），途經新運路（祥華邨祥頌樓）及馬會道（塘坑）後直接駛入粉嶺公路前往荃灣，不途經百和路及華明, 同時也配合皇后山發展而延長總站和班次。而原有的278P線則改由上水太平邨開出，途經保健路、清河邨、百和路、華明及一鳴路後依舊有路線行走，不再繞經聯和墟及掃管埔路，最終在2017年7月15日開始實行。

## 服務時間及班次
278X
| 上水開           | 上水開      | 上水開       | 荃灣（如心廣場）開 | 荃灣（如心廣場）開 | 荃灣（如心廣場）開 |
| 日期             | 服務時間    | 班次（分鐘） | 日期               | 服務時間           | 班次（分鐘）       |
| ---------------- | ----------- | ------------ | ------------------ | ------------------ | ------------------ |
| 星期一至五       | 05:15-05:45 | 15           | 星期一至五         | 05:40              | 05:40              |
| 星期一至五       | 05:45-05:57 | 12           | 星期一至五         | 06:00-06:56        | 14                 |
| 星期一至五       | 05:57-06:24 | 9            | 星期一至五         | 06:56-07:32        | 12                 |
| 星期一至五       | 06:24-07:13 | 7            | 星期一至五         | 07:32-07:59        | 13/14              |
| 星期一至五       | 07:13-07:29 | 8            | 星期一至五         | 07:59-08:54        | 11                 |
| 星期一至五       | 07:29-08:59 | 10           | 星期一至五         | 08:54-09:30        | 12                 |
| 星期一至五       | 08:59-09:10 | 11           | 星期一至五         | 09:30-16:00        | 15                 |
| 星期一至五       | 09:10-12:10 | 12           | 星期一至五         | 16:00-18:49        | 8/9                |
| 星期一至五       | 12:10-16:40 | 15           | 星期一至五         | 18:49-19:59        | 10                 |
| 星期一至五       | 16:40-17:50 | 10           | 星期一至五         | 19:59-22:35        | 12                 |
| 星期一至五       | 17:50-18:50 | 15           | 星期一至五         | 22:35-23:05        | 15                 |
| 星期一至五       | 18:50-23:50 | 20           | 星期一至五         | 23:05-23:45        | 20                 |
|                  |             |              | 星期一至五         | 23:45-00:35        | 25                 |
| 星期六           | 05:15-06:00 | 15           | 星期六             | 06:00-11:00        | 15                 |
| 星期六           | 06:00-06:10 | 10           | 星期六             | 11:00-12:00        | 12                 |
| 星期六           | 06:10-09:00 | 8/9          | 星期六             | 12:00-16:00        | 10                 |
| 星期六           | 09:00-09:30 | 10           | 星期六             | 16:00-19:00        | 9                  |
| 星期六           | 09:30-11:30 | 12           | 星期六             | 19:00-20:00        | 10                 |
| 星期六           | 11:30-14:30 | 10           | 星期六             | 20:00-22:00        | 12                 |
| 星期六           | 14:30-18:30 | 12           | 星期六             | 22:00-22:55        | 11                 |
| 星期六           | 18:30-23:50 | 20           | 星期六             | 22:55-00:35        | 20                 |
| 星期日及公眾假期 | 05:15-06:30 | 25           | 星期日及公眾假期   | 06:00-07:00        | 20                 |
| 星期日及公眾假期 | 06:30-09:00 | 15           | 星期日及公眾假期   | 07:00-09:00        | 15                 |
| 星期日及公眾假期 | 09:00-10:00 | 12           | 星期日及公眾假期   | 09:00-18:00        | 12                 |
| 星期日及公眾假期 | 10:00-12:00 | 10           | 星期日及公眾假期   | 18:00-19:00        | 15                 |
| 星期日及公眾假期 | 12:00-14:00 | 12           | 星期日及公眾假期   | 19:00-22:00        | 12                 |
| 星期日及公眾假期 | 14:00-20:30 | 15           | 星期日及公眾假期   | 22:00-23:00        | 15                 |
| 星期日及公眾假期 | 20:30-23:50 | 20           | 星期日及公眾假期   | 23:00-23:20        | 20                 |
|                  |             |              | 星期日及公眾假期   | 23:20-00:35        | 25                 |

278P
- 星期一至六：
  - 太平開：07:10、07:30

粗體字之班次星期六不設服務，所有班次星期日及公眾假期不設服務

## 收費
278X/278P
全程：$14.2
- 上水往牽晴間或之前：$5.2（只適用於278X線）
- 可風中學往荃灣（如心廣場）：$6.4
- 過粉嶺公路後往上水：$5.2（只適用於278X線）

乘客若在城門隧道轉車站轉乘本線往上水，須補付車費$5.4；而往荃灣則可獲免費轉乘，另（本線可於城門隧道轉車站免費轉車往葵芳、葵盛、荔景、美孚、青衣及荃灣灣景花園）。
| - 本線設有12歲以下小童及65歲或以上長者半價優惠。 - 65歲或以上香港居民使用「樂悠咭」，以及12歲以下合資格殘疾兒童使用「殘疾人士身份」個人八達通繳付車資，均可享有每程$2.0或半價（以較低者為準）的票價優惠；12至64歲合資格殘疾人士使用「殘疾人士身份」個人八達通（包括「樂悠咭」），以及60至64歲香港居民使用「樂悠咭」繳付車資，均可享有每程$2.0或全費（以較低者為準）的票價優惠。 - 65歲或以上長者如使用長者或一般個人八達通繳付車資，則只可享有半價優惠；12至64歲合資格殘疾人士如不使用「殘疾人士身份」個人八達通，以及60至64歲人士如不使用「樂悠咭」繳付車資，必須繳付全費。 - 乘客可以現金或八達通於上車時付款，不設找續。 - 每位成人乘客可免費攜帶最多兩名4歲以下而不佔座位的兒童乘客乘車，超額之4歲以下小童必須繳付小童車費乘車。 - 持有「九巴月票」之乘客在車票有效期內，每日可享最多10程任何九龍巴士及龍運巴士路線（包括本路線，以及聯營路線的九龍巴士／龍運巴士提供的班次；惟乘搭機場「A」及「NA」線則可享原價二七折優惠（不會計算每天10次合資格車程））；而B1線則每日可享最多各2程（不會計算每天10次合資格車程）。 - 九龍巴士、城巴、龍運巴士及陽光巴士全職員工及家屬（不包括外判職員）可免費乘搭本路線，惟必須拍職員或職員家屬八達通。 - 乘客亦可透過多元化電子支付系統（e度嘟）繳付車資，包括使用非接觸式VISA卡、JCB卡、萬事達卡、銀聯卡、美國運通、大來國際、Discover Card、Apple Pay、Google Pay、Samsung Pay、AlipayHK「易乘碼」、支付寶、WeChatHK／微信支付「搭車碼」、銀聯雲閃付「乘車碼」及BOC Pay「乘車碼」。乘客使用此付款方式，使用此支付方式的乘客可享有中途下車之分段收費，以及與其他九巴／龍運獨營路線或聯營線九巴／龍運班次之轉乘優惠，惟不適用於與非九巴／龍運路線之轉乘優惠，亦不能享有「公共交通費用補貼計劃」及「長者及合資格殘疾人士公共交通票價優惠計劃」。 - 粗體字者為雙向分段收費，乘客必須使用八達通（九巴月票除外）上車拍卡繳費，並於下車前後於指定巴士站裝設拍卡機確認八達通，方可享有分段收費優惠。 |

### 八達通轉乘優惠
乘客登上本線後150分鐘內以同一張八達通卡轉乘以下路線，或從以下路線登車後150分鐘內以同一張八達通卡轉乘本線，次程可獲車資折扣優惠：
278X/P ⇄ 70K、273A
- 278X往上水 → 70K往清河或273A往彩園，次程車資全免
- 70K往273A往華明 → 278X/P往荃灣，回贈首程車資

278X/P ⇄ 北區區內路線，次程可獲$4.2折扣優惠
- 278X往上水 → 73K往文錦渡、78K往沙頭角、79K往打鼓嶺或278K往聯和墟
- 73K、78K、79K往上水或278K往粉嶺站 → 278X/P往荃灣

278X/P ⇄ 荃灣／葵青區路線，次程可獲$4.2折扣優惠
- 278X/P往荃灣 → 31M往石籬、39M往荃威花園、42M往長宏、234A/B往浪翠園、235M往安蔭、238M往海濱花園或243M往美景花園
- 31M往葵芳站、39M往荃灣站、42M往愉景新城、234A/B往荃灣西站、235M往葵芳站、238M往荃灣站或243M往愉景新城 → 278X往上水

278X/A/P ⇄ 屯門路線，次程可獲$4.2折扣優惠
- 278X/P往荃灣 → 57M、58M/P、59M、60M、61M、66M、67M或260C往屯門
- 57M、58M/P、59M、60M、61M、66M、67M、259E或260C往荃灣／葵青 → 278X往上水

278X ⇄ 粉嶺公路轉車站路線
- 278X往荃灣 ⇄ 73B、270A、270B、270C、270D、270P、274、277A、277E、277P、277X、673(P)，首程或次程全程車資，以較高者為準

## 使用車輛

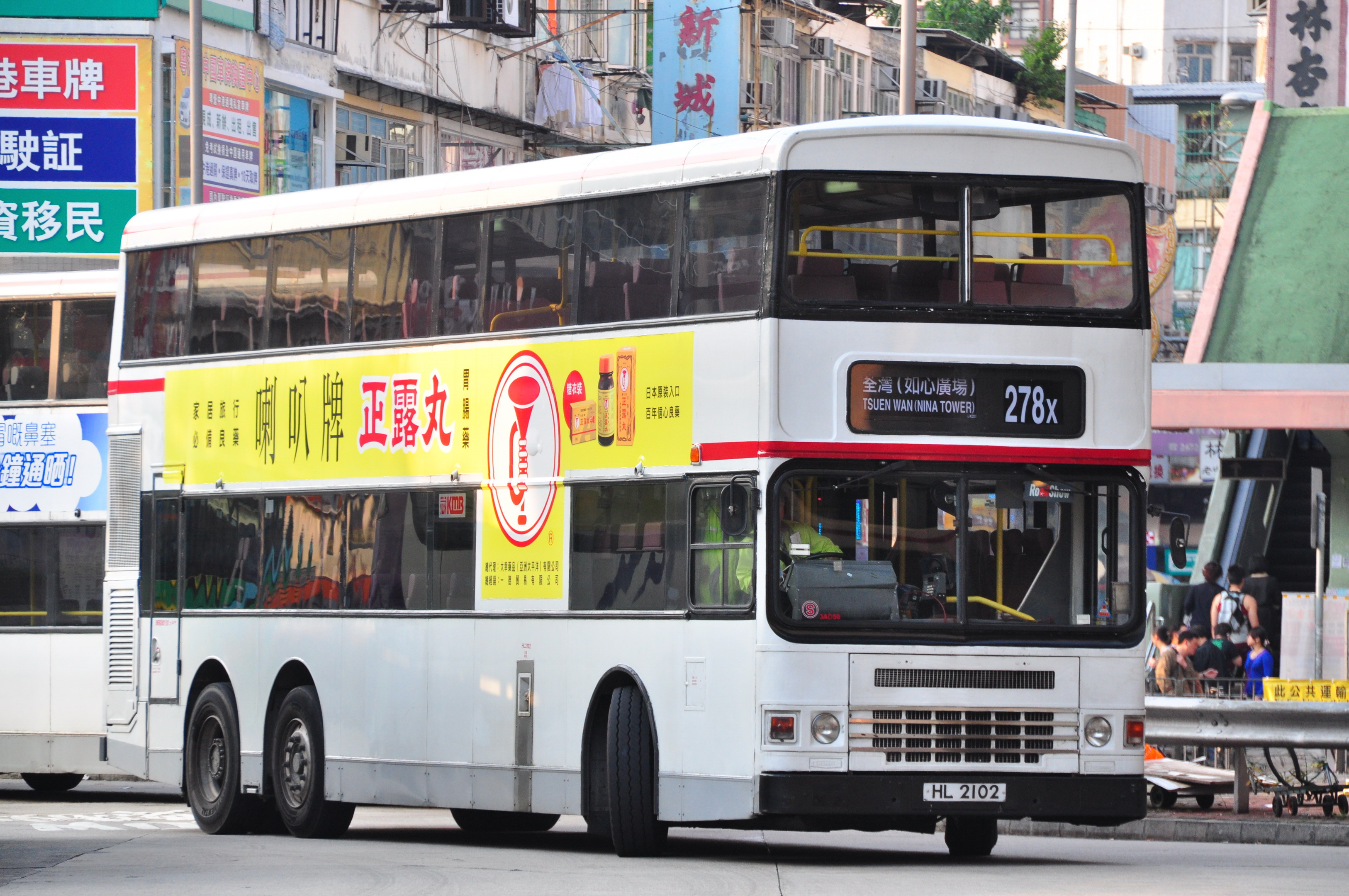
丹尼士巨龍12米是本線開辦初期的主要用車

本線開辦初期大量引入當時全新投入服務的丹尼士巨龍12米。雖然派車數目十分多，但直至2009年3月1日，隨着上水分廠由屯門車廠改為沙田車廠管理，本線才陸續換入超低地台巴士為指定用車。2012年期間，荔枝角車廠青衣分廠先後派出4部亞歷山大丹尼士Enviro 500 12米低地台雙層空調巴士行走，為本線首次引入直梯巴士。
因應清河邨第一及第二期入伙，九巴於2008年6月增派一輛雙層巴士行走278X線，使固定行走於該線的車輛增至29輛。現時本線僅次於277X線在北區巴士路線中用車第二多的巴士路線，全線用車29輛。
本線現時用車包括4輛富豪B9TL（2輛12米AVBWU及2輛12.8米3AVBWU）及22輛亞歷山大丹尼士Enviro 500 MMC（17輛12米ATENU、3輛12.8米3ATENU及4輛12.8米E6X）雙層巴士，合共28輛巴士。本線部份用車需於早上繁忙時段行走278A/P線。
| 車隊編號  | 車牌   |
| --------- | ------ |
| ATENU93   | SF3551 |
| ATENU138  | SH5754 |
| ATENU255  | SN9362 |
| ATENU262  | SP6792 |
| ATENU267  | SP7555 |
| ATENU296  | ST6472 |
| ATENU312  | SW1914 |
| ATENU314  | SW3105 |
| ATENU318  | SW5099 |
| ATENU322  | SW4640 |
| ATENU323  | SW4978 |
| ATENU326  | SW6406 |
| 3AVBWU1   | SX2327 |
| 3AVBWU2   | SX1716 |
| AVBWU368  | TA6564 |
| AVBWU372  | TA9912 |
| ATENU363  | TB9782 |
| ATENU594  | TM5861 |
| ATENU638  | TN6619 |
| 3ATENU36  | TY1924 |
| 3ATENU42  | TY3570 |
| 3ATENU37  | TY2057 |
| ATENU1609 | VT 852 |
| ATENU1627 | VT 890 |
| E6X35     | WL2581 |
| E6X84     | WN5830 |
| E6X98     | WU4331 |
| E6X105    | WU5639 |

## 行車路線
278P/278X
上水開經：龍琛路、新運路、掃管埔路、雞嶺迴旋處、掃管埔路、百和路、一鳴路、雷鳴路、華明巴士總站、雷鳴路、偉明街、百和路、一鳴路、百和路、粉嶺公路、吐露港公路、大埔公路-沙田段、城門隧道公路、城門隧道、和宜合交匯處、和宜合道、昌榮路、昌榮路迴旋處、青山公路（葵涌段、荃灣段）及大河道。
- 278P由太平開出，經保平路、保健路、清曉路，然後返回百和路278X原線。278P線之具體停站請參考資訊框[5]

荃灣（如心廣場）開經：大河道、青山公路（荃灣段、葵涌段）、昌榮路迴旋處、昌榮路、和宜合道、和宜合交匯處、城門隧道、城門隧道公路、大埔公路—沙田段、吐露港公路、粉嶺公路、百和路、一鳴路、百和路、一鳴路、雷鳴路、華明巴士總站、雷鳴路、偉明街、百和路、置福圍、百和路、掃管埔路、雞嶺迴旋處、掃管埔路及新運路。

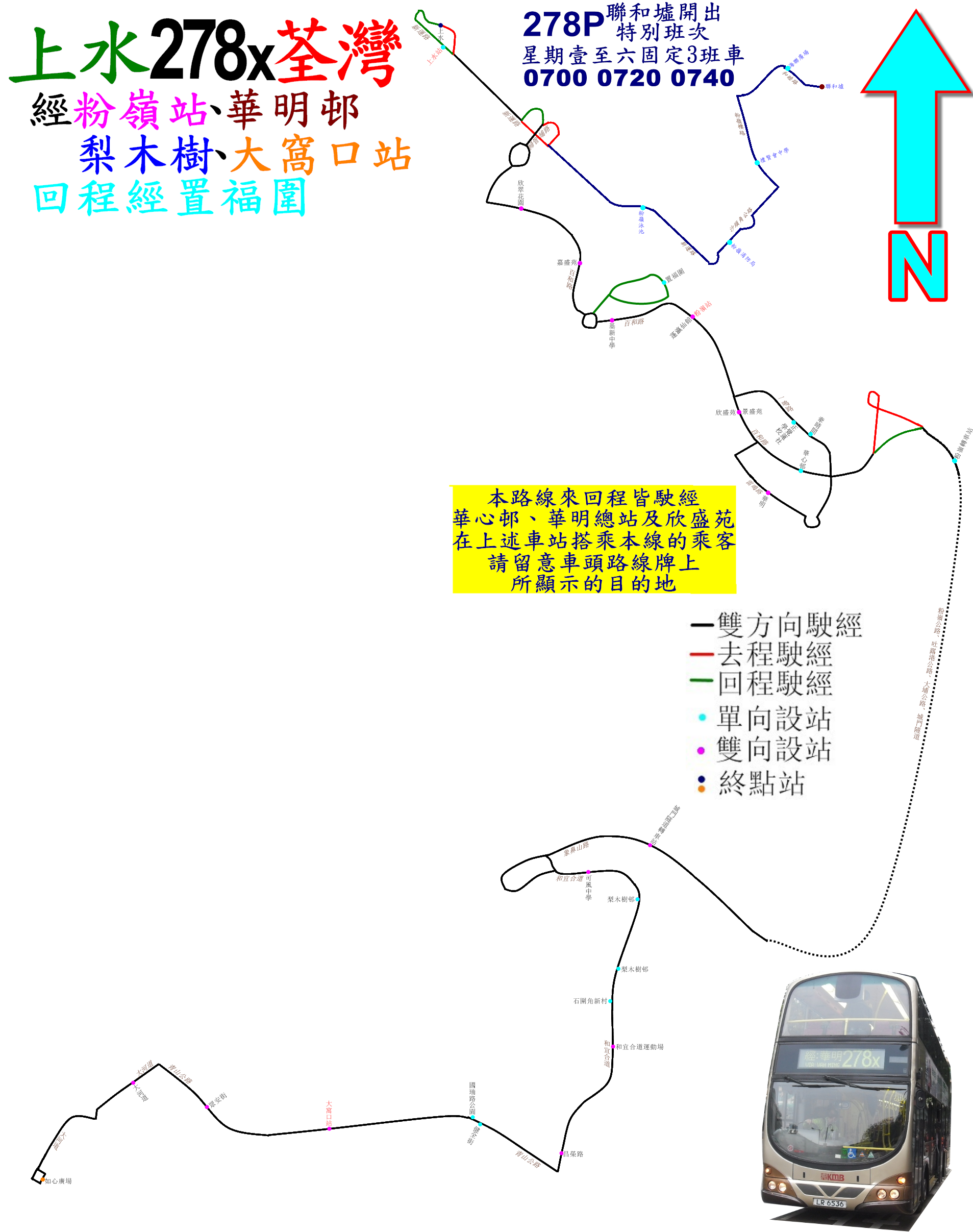
278X及278P的走線圖，當中深藍色線表示278P的走線

278X線之具體停站請參考資訊框

## 客量
由於278X線由上水開出，並途經粉嶺多個大型屋苑，例如嘉福邨、華明邨及景盛苑等，再取道粉嶺公路及吐露港公路直接開往城門隧道，由於乘搭港鐵從北區往荃灣和葵涌市區須作多重轉車（即先乘東鐵線往紅磡站轉乘屯馬線往荃灣西站），加上車費亦較本線貴（港鐵八達通需$14.6-16.9，但本線全程只需$14.2），故吸引不少乘客乘搭該線（包括需在梨木樹轉車之西九龍和葵涌居民）。其後279X線投入服務，乘客有了更快捷的途徑往來荃葵青區，但由於本線收費較便宜，而且279X線需先繞經上水才駛入公路往青衣，故此線於粉嶺南有頗大吸引力，反而上水的客源則隨着279X線的開辦而流失。本線的客源除了往來荃葵青區的北區居民外，更有乘搭本線往來上水轉乘九廣東鐵（即現時的港鐵東鐵綫）往來羅湖或落馬洲支線管制站的過境市民，因此本路線的整體客量非常高，是北區載客量最高的10條巴士路線之一。
另外，278X也途經城門隧道，以及近年不少人前往城門郊野公園，城門水塘和大刀刃行山，所以每逢假日吸引不少居民乘搭該綫前往城門水塘和郊野公園（可於可風中學站下車前往）和大刀刃（可於粉嶺站下車前往）。

### 引用
1. ↑  此站祇供落客
2. 1 2 3 4  設有拍卡機，下車乘客可到拍卡機領取車費回贈
3. ↑  設有拍卡機，下車乘客可到拍卡機領取車費回贈，只適用於往荃灣方向
4. 1 2  . 九龍巴士（一九三三）有限公司.   [2023-07-09]. （原始内容存档于2023-06-25） （中文（香港））.
5. 1 2  . 九龍巴士（一九三三）有限公司.   [2023-07-09]. （原始内容存档于2023-06-25） （中文（香港））.
6. ↑  九龍巴士（一九三三）有限公司，〈278A 278P 粉嶺聯和墟 上水太平→荃灣如心廣場〉［乘客通告］。（頁一 （页面存档备份，存于）、頁二 （页面存档备份，存于））
7. ↑  .   [2011-02-24]. （原始内容存档于2019-10-17）. （页面存档备份，存于）
8. ↑  《2008年北區巴士路線發展計劃》，（北區區議會交通及運輸委員會會議文件第11/2008號）
9. ↑  立法會會議過程正式紀錄（2013年2月20日星期三）[永久]，第4827頁。

### 書籍
- 郭炳華. . 香港: 80M巴士專門店. 2010年. ISBN 962-8686-95-X.
- 容偉釗. . 香港: 利通圖書文具. 2016: 160-161頁. ISBN 9789628414734.

## 外部連結
- 九巴官方網站-九巴278X資料 （页面存档备份，存于）
- 九巴官方網站-九巴278P資料 （页面存档备份，存于）
- i-busnet.com-九巴278X資料 （页面存档备份，存于）
- i-busnet.com-九巴278P資料 （页面存档备份，存于）
- 特區聯合交通網-九巴278X資料 （页面存档备份，存于）
- 特區聯合交通網-九巴278P資料 （页面存档备份，存于）
- 681巴士總站-九巴278X資料 （页面存档备份，存于）
- 681巴士總站-九巴278P資料 （页面存档备份，存于）
- 681巴士總站-北區巴士傳奇2011 （页面存档备份，存于）
- 香港巴士大典上的相关条目：九巴278X線
- 香港巴士大典上的相关条目：九巴278P線